# Orbitestella decorata
Orbitestella decorata is een slakkensoort uit de familie van de Orbitestellidae. De wetenschappelijke naam van de soort is voor het eerst geldig gepubliceerd in 1954 door Laseron.